# FVB-Mäuse
Das Kürzel FVB bezeichnet einen häufig in der Forschung verwendeten Mäusestamm.
Dieser wurde 1935 aus einer Schweizer Mäusekolonie gewonnen. Während er durch zahlreiche Inzuchtkreuzungen zu einem reinerbigen Stamm herangezüchtet wurde, entdeckte man eine Schwäche gegenüber dem Leukämie verursachenden Friend Virus B, eine Art des Murinen Leukämievirus. Da zum damaligen Zeitpunkt der Hauptverwendungszweck des Stammes die Isolierung des Fv1b-Allels war, benannte man ihn auch dementsprechend.
FVB-Mäuse haben weißes Fell und kommen besonders häufig bei Experimenten zum Einsatz, bei denen die Versuchstiere transgenisiert werden.